# (74426) 1999 BK2
(74426) 1999 BK2 – planetoida z pasa głównego asteroid okrążająca Słońce w ciągu 2,68 lat w średniej odległości 1,93 j.a. Odkryta 19 stycznia 1999 roku.